# Callicarpa americana
Callicarpa americana är en kransblommig växtart som beskrevs av Carl von Linné. Callicarpa americana ingår i släktet Callicarpa och familjen kransblommiga växter. Inga underarter finns listade i Catalogue of Life.

## Bildgalleri

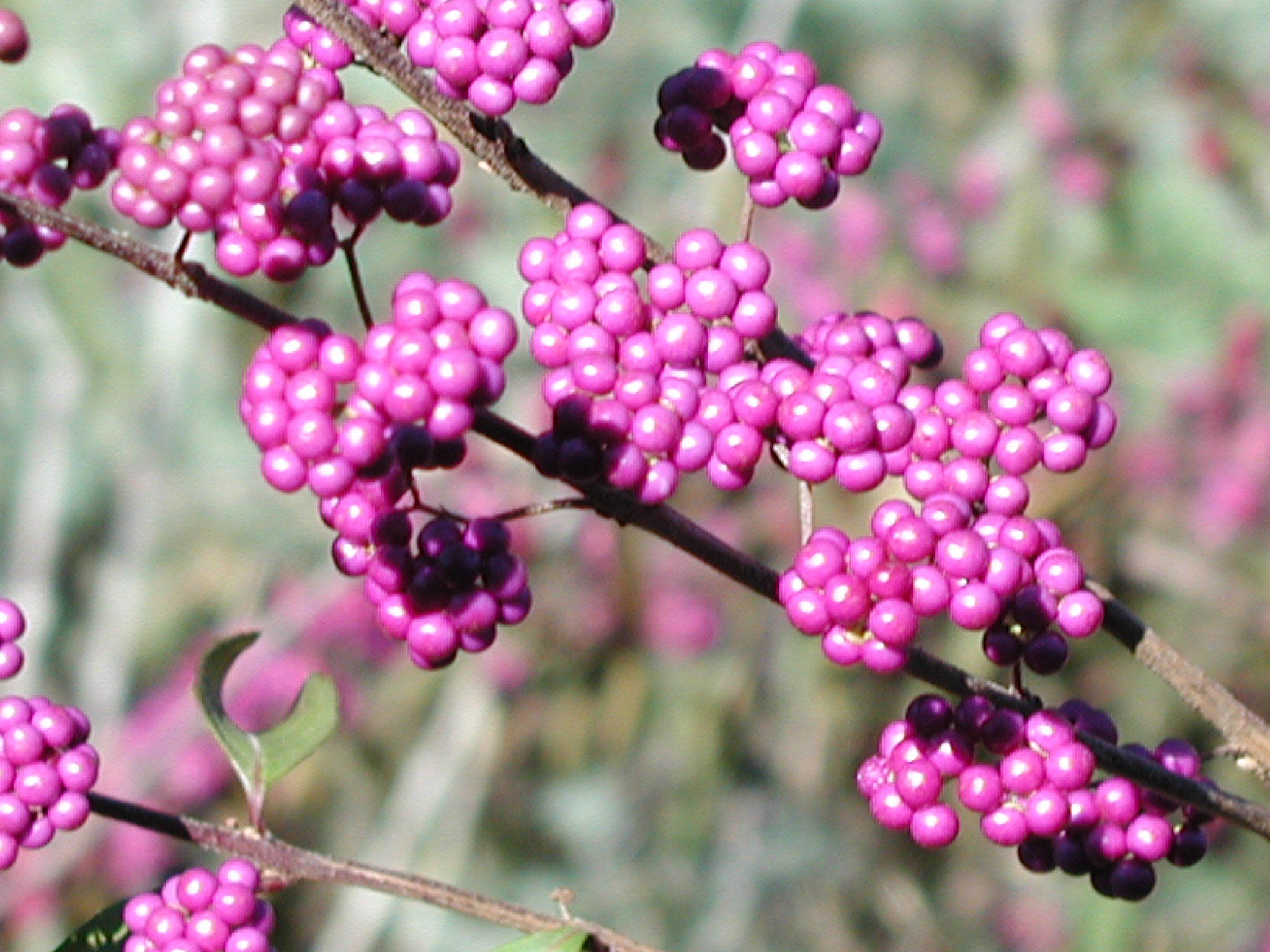
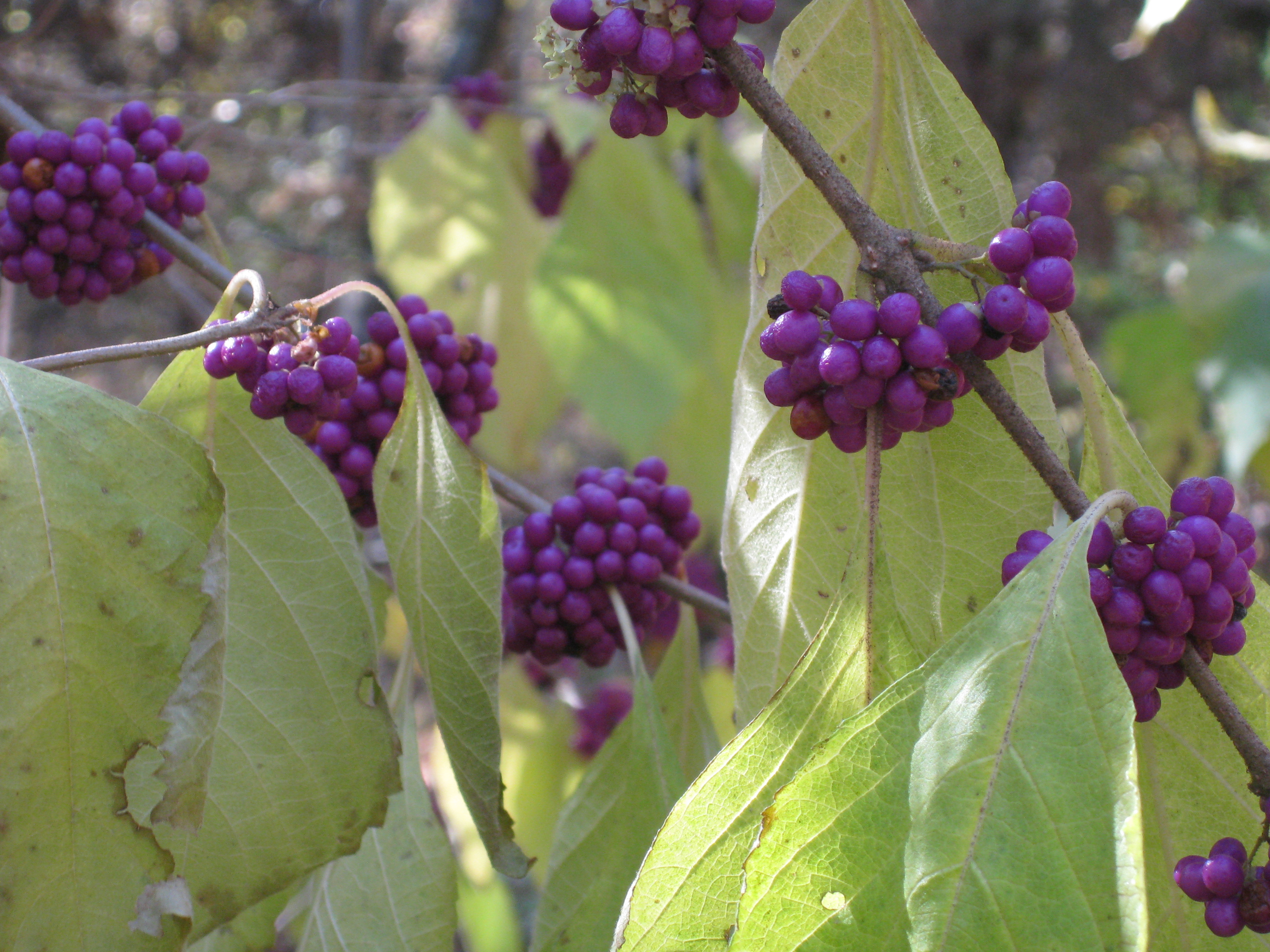